# 칸나츠키 노보루
칸나츠키 노보루 (일본어: 神奈月昇 칸나츠키 노보루[*], 197X년 4월 2일 ~ )는 일본의 게임 및 라이트노벨 원화가이다.
catwalk에서 원화가로 데뷔했다. 사카키 이치로가 시작한 기획 「신곡주계 폴리포니카」(키네틱 노벨판)의 원화를 담당했다. 「칸나츠키 노보루」라는 필명을 정할 때, 미소녀 게임 「AIR」를 플레이하는 중이였고, 이벤트 CG 「칸나비노 미코토, 달에 뜬다」에 매료되어 그대로 필명으로 사용한 바가 있었다고 노보루 본인이 《visual style 2008 vol.3》에서 밝혔다.

## 작품 목록

### 게임 원화
- 「데미우르고스의 딸~눈동자 속의 무녀공주~」 (원화/catwalk)
- 「데미츠 무스메 MUSIC & STORY」(원화/catwalk)
- 「마왕과 춤을 춰라! 〜Legend of the Lord of Lords〜」 (원화/catwalk)
- 「마왕과 춤을 춰라! II 〜change of the world〜」 (원화/catwalk)
- 「신곡주계 폴리포니카」1 & 2화 BOX 에디션 (원화/키네틱 노벨 /ocelot)
- 「신곡주계 폴리포니카」3 & 4화 완결편 (원화/키네틱 노벨/ocelot)
- 「장송귀 레기나르트」 (원화/키네틱 노벨/ocelot)
- 「장송귀 레기나르트」 (원화/키네틱 노벨/ocelot)

### 삽화
- 「신곡주계 폴리포니카」크림슨 시리즈 (삽화:구치에, 일러스트:사카키 이치로, 저/GA문고)
- 「성검사 소피리아 열락의 조교주박」 (저:카규 쿠모 / 킬타임 커뮤니케이션) ISBN 4-86032-330-0
- 「고블린 슬레이어」 (저:와우 쿠마 / GA문고)
- 「매지컬★익스플로러 엘로게의 친구 캐릭터로 환생했지만, 게임 지식을 사용하여 자유롭게 살아간다」 (저:이리스 / 카도카와 스니커 문고)
- 「모스크바 2160」 (카규 쿠모 / GA문고)

### Lycee
- Lycee　version.VisualArts2.0「스도우 미오(須藤澪)」（SilverBlitz）
- Lycee　AnotherEdition「토모요 사카가미(坂上智代)」（SilverBlitz）
- Lycee　version.TYPEMOON2.0「바제트(バゼット)・플라가(フラガ)・맥그리미츠(マクレミッツ)」, 「사사키 코지로」, 「토키 미나미토키에」（SilverBlitz）
- Lycee　version.ALICESOFT3.0「엘리제(エリーゼ)・발레타(バレッタ)」, 「레오파드(レオパルド)」、「에리나(エリナ)」（SilverBlitz）
- Lycee　version.VisualArts4.0「일레인두스(エレインドゥース)・오루(オル)・타이트란델(タイトランテル)」, 「코티칼테(コーティカルテ)・아파(アパ)・라그랑제스(ラグランジェ)ス」, 「라이카(ライカ)」（SilverBlitz）
- Lycee　AnotherEdition2「코티칼테(コーティカルテ)・아파(アパ)・라그랑제스(ラグランジェス)」（SilverBlitz）